# Suncho Corral
Suncho Corral ist die Hauptstadt des Departamento Juan F. Ibarra in der Provinz Santiago del Estero im nordwestlichen Argentinien. Die Entfernung zur Provinzhauptstadt Santiago del Estero beträgt 98 Kilometer über die Ruta Nacional 34 und die Ruta Provincial 89. In der Klassifikation der Gemeinden der Provinz ist sie als Gemeinde der 3. Kategorie eingeteilt.

## Bevölkerung
Suncho Corral hat 6.087 Einwohner (2001, INDEC), das sind 35 Prozent der Bevölkerung des Departamento Juan F. Ibarra.